# К-19
| К-19                            | К-19                                                                               | К-19                                                                               |
| ------------------------------- | ---------------------------------------------------------------------------------- | ---------------------------------------------------------------------------------- |
| КС-19, БС-19                    |                                                                                    |                                                                                    |
|                                 |                                                                                    |                                                                                    |
| Підводний човен «К-19» ВМС СРСР |                                                                                    |                                                                                    |
| Під прапором                    | СРСР                                                                               | СРСР                                                                               |
| Порт приписки                   | Полярний                                                                           | Полярний                                                                           |
| Спуск на воду                   | 11 жовтня 1959 р.                                                                  | 11 жовтня 1959 р.                                                                  |
| Виведений зі складу флоту       | 1990                                                                               | 1990                                                                               |
| Сучасний статус                 | Утилізований                                                                       | Утилізований                                                                       |
| Проєкт                          |                                                                                    |                                                                                    |
| Тип ПЧ                          | Атомний підводний човен з балістичними ракетами I-го покоління                     | Атомний підводний човен з балістичними ракетами I-го покоління                     |
| Розробник проєкту               | ЦКБ МТ «Рубін»                                                                     | ЦКБ МТ «Рубін»                                                                     |
| Головний конструктор            | Ковальов С. М.                                                                     | Ковальов С. М.                                                                     |
| Класифікація НАТО               | «Hotel-I»                                                                          | «Hotel-I»                                                                          |
| Основні характеристики          |                                                                                    |                                                                                    |
| Швидкість (надводна)            | 18 вузлів                                                                          | 18 вузлів                                                                          |
| Швидкість (підводна)            | 26 вузлів                                                                          | 26 вузлів                                                                          |
| Робоча глибина занурення        | 240 м                                                                              | 240 м                                                                              |
| Гранична глибина занурення      | 300 м                                                                              | 300 м                                                                              |
| Автономність плавання           | 50 діб                                                                             | 50 діб                                                                             |
| Екіпаж                          | 104 особи                                                                          | 104 особи                                                                          |
| Розміри                         |                                                                                    |                                                                                    |
| Довжина найбільша (по КВЛ)      | 114,0 м                                                                            | 114,0 м                                                                            |
| Ширина корпусу найб.            | 9,2 м                                                                              | 9,2 м                                                                              |
| Середня осадка (по КВЛ)         | 7,5 м                                                                              | 7,5 м                                                                              |
| Водотоннажність надводна        | 4030 т                                                                             | 4030 т                                                                             |
| Водотоннажність підводна        | 5300 т                                                                             | 5300 т                                                                             |
| Озброєння                       |                                                                                    |                                                                                    |
| Торпедно- мінне озброєння       | 4 носових калібри 533 мм та 2 кормових калібри 400 мм ТА, 16 і 6 торпед відповідно | 4 носових калібри 533 мм та 2 кормових калібри 400 мм ТА, 16 і 6 торпед відповідно |
| Ракетне озброєння               | Комплекс Д-2 з трьома БРПЧ Р-13                                                    | Комплекс Д-2 з трьома БРПЧ Р-13                                                    |
| Зображення на Вікісховищі       |                                                                                    |                                                                                    |

«К-19» — перший радянський атомний підводний човен з балістичними ракетами. Атомний підводний човен з балістичними ракетами 658-го проєкту (англ. Hotel class за класифікацією НАТО). Був спущений на воду 11 жовтня 1959 року як К-19. До 1990 року був у складі ВМФ СРСР, 2003 року відправлений на утилізацію на завод «Нерпа».

## Історія
16 жовтня 1957 року зарахований у списки кораблів ВМФ.
27 грудня 1957 року в м. Обнінську сформовано перший екіпаж.
17 жовтня 1958 року закладений у цеху № 50 на СБЗ № 402 у місті Сєверодвінськ як головний КрПЧ з балістичними ракетами проєкту 658.
10 березня 1959 року на СБЗ № 402 після навчання прибув екіпаж, зарахований у склад 339-ї БрБРПЧ Біломорської флотилії Північного флоту.
1959 рік при проведенні робіт по обклейці корпусу в баластних цистернах сталася пожежа, загинуло 3 людини.
11 жовтня 1959 року виведений з цеху в басейн. Під час урочистої церемонії, кинута рукою командира БЧ-5 кап. 3 р. Панова В. В. пляшка шампанського, ковзнувши по гвинтах і по прогумованому корпусу ПЧ, не розбилась.
17(18?) жовтня 1959 року спущений на воду і переведена до добудовної стінки заводу, для подачі пару на період добудови використовувався лідер есмінців «Баку».
17 жовтня 1959 року — 12 липня 1960 року швартові випробування.
Січень 1960 року Через неузгоджені дії здавальної команди і членів екіпажа виникла аварія: офіцер-оператор при випробуванні систем керування систем компенсуючими решітками допустив посадку решітки на нижні кінцеві упори так, що зігнувся шток приводу компенсуючої решітки. Для усунення наслідків аварії довелося відкривати кришку реактора, вивантажувати всі тепловидільні елементи, замінювати несправну збірку реактора на нову, для чого було потрібне повне перевантаження реактора і виконання пов'язаного з ним комплексу супутніх робіт. Загальна вартість робіт склала 34 млн рублів. В результаті багатьох було покарано: офіцери-оператори, що допустили аварію були списані з корабля, командир БЧ-5 кап. 3 рангу Панов В. В. понижений на одне звання, здавальний механік отримав строгу догану, відповідальний здавальник Баженов М. Я. був знятий із посади, замість нього був призначений Кулаков В. Л.
У травні — червні 1960 року пройшла докування і одночасно перевантаження активної зони із заміною пошкодженого обладнання.